# Ameiva pantherina
Espèce
Ameiva pantherina est une espèce de sauriens de la famille des Teiidae.

## Répartition
Cette espèce est endémique de l'État de Monagas au Venezuela. 

## Publication originale
- Ugueto & Harvey, 2011 : Revision of Ameiva ameiva Linnaeus (Squamata: Teiidae) in Venezuela: Recognition of Four Species and Status of Introduced Populations in Southern Florida, USA. Herpetological Monographs, vol. 25, n. 1, p. 112-170.